# جاده ای۱۰۵
جاده ای۱۰۵ (به انگلیسی: A105 road) یکی از جاده‌های کشور انگلستان است.
این جاده از ناحیه کانونبوری شروع و در ناحیه انفیلد تاون، لندن به پایان می‌رسد، طول این جاده ۱۳ کیلومتر است.